# Thăm dò độ sâu

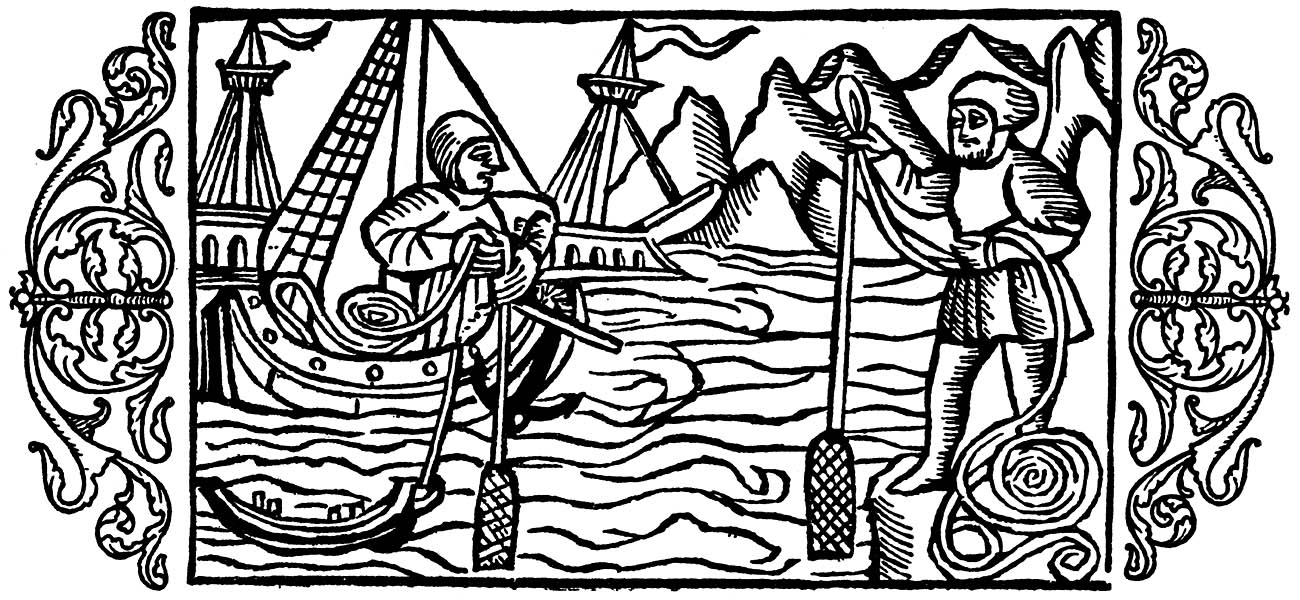
Một thủy thủ (trên tàu) và một người đàn ông (trên bờ). Cả hai đều đang thực hiện việc đo độ sâu bằng một sợi dây.

Thăm dò độ sâu (tiếng Anh: Depth sounding) là quá trình đo lường độ sâu của một thủy vực bất kỳ, trong đó những thông số, dữ liệu của quá trình này thường được sử dụng trong phép đo sâu nhằm xây dựng bản đồ cấu trúc nền đáy thủy vực. Theo truyền thống, các dữ liệu này sẽ được hiển thị trên hải đồ theo các đơn vị sải hoặc foot. Cơ quan Quản lý Khí quyển và Đại dương Hoa Kỳ (NOAA), cơ quan chịu trách nhiệm về các dữ liệu đo độ sâu ở nước này, vẫn sử dụng các đơn vị như sải và foot trên hải đồ. Trong khi ở các quốc gia khác, hệ đo lường quốc tế (mét) lại được dùng làm đơn vị tiêu chuẩn để đo độ sâu.